# Virginia Ruano Pascual
Virginia "Vivi" Ruano Pascual (født 21. september 1973 i Madrid) er en tidligere professionel tennisspiller fra Spanien. Hun var primært doublespiller og havde her sin bedste ranglisteplacering som nummer 1, hvilket hun havde i 2004.
Hun spillede første gang en ITF-turnering i 1989 og kom snart med på WTA-touren. I de første år spillede hun mest single, men opnåede her ikke de store resultater. Fra 1995 begyndte hun også at spille double, hvilket for alvor tog fart i 1997.
Ved OL 1996 i Atlanta stillede Ruano op i single og nåede til anden runde.
I 1998 vandt hun sine første WTA-turneringer i double. Den første vandt hun sammen med argentineren Paola Suárez. Det var sammen med Suárez, at hun opnåede sine største resultater. Parret vandt sammen i perioden 1998-2006 i alt 32 turneringer, heraf otte Grand Slam-turneringer.
Ved OL 2004 i Athen spillede hun double sammen med Conchita Martínez, og parret nåede til finalen uden at afgive et sæt. I finalen mødte de kineserne Li Ting og Sun Tiantian, der sejrede 6-3, 6-3, og spanierne vandt dermed sølv.. Ved legene fire år senere i Beijing spillede hun sammen med Anabel Medina Garrigues, og parret vandt først over et ukrainsk par, derefter over et australsk par. I kvartfinalen besejrede de Lindsay Davenport og Liezel Huber fra USA, inden de i semifinalen besejrede kineserne Yan Zi og Zheng Jie. I finalen måtte spanierne dog nøjes med sølvmedaljerne, Ruanos anden sølvmedalje, da de var chanceløse mod Serena og Venus Williams fra USA og tabte 2-6, 0-6.